# Codi ATC G04
El  codi ATC G04, descrit com Productes d'ús urològic, és una subgrup terapèutic de l'Anatomical, Therapeutic, Chemical Classification System (ATC). La classificació ATC és un sistema de codis alfanumèric desenvolupat per l'Organització Mundial de la Salut (OMS) per als fàrmacs i altres productes sanitaris. El subgrup G04 és part del grup anatòmic G Sistema genitourinari i hormones sexuals.

Els codis per a ús veterinari (codis ATCvet) poden han estat creats afegint la lletra Q davant dels codis ATC humans: QG04... 
Les adaptacions estatals de la classificació ATC poden incloure codis addicionals no presents en aquesta llista, que segueix la versió de l'OMS.

## G04B Altres productes d'ús urològic, incl.antiespasmòdics
G04B A Acidificants
G04B C Solvents de concrecions urinàries
G04B D Antiespasmòdics urinaris
G04B I Drogues usades en disfunció erèctil
G04B X Altres productes urològics

## G04C Drogues usades en lahipertròfia prostàtica benigna
G04C A Antagonistes dels receptors alfa adrenérgicos
G04C B Inhibidors de la testosterona 5-alfa reductasa
G04C X Altres drogues usades en la hipertròfia prostàtica benigna